# Born in the U.K.
Born in the U.K. je páté studiové album anglického hudebníka Badly Drawn Boye. Vydáno bylo v říjnu roku 2006 jako jeho první album vydané společností EMI Records. Ve Spojených státech desku vydala společnost Astralwerks. Spolu s Badly Drawn Boyem desku produkoval Nick Franglen. Umístila se na sedmnácté příčce britské hitparády.

## Seznam skladeb
1. Swimming Pool – 1:40
2. Born in the U.K. – 2:37
3. Degrees of Separation – 4:19
4. Welcome to the Overground – 3:24
5. A Journey from A to B – 3:48
6. Nothing's Gonna Change Your Mind – 5:17
7. Promises – 5:06
8. The Way Things Used to Be – 4:45
9. Without a Kiss – 5:37
10. The Long Way Round (Swimming Pool) – 3:43
11. Walk You Home Tonight – 3:45
12. The Time of Times – 3:16
13. One Last Dance – 4:47

## Obsazení
- Badly Drawn Boy – zpěv, různé nástroje
- Nick Franglen – klávesy, syntezátory, mixing, programování bicích, produkce
- Sean McCann – baskytara
- Alex Thomas – bicí, perkuse
- Cameron Jenkins – mixing, nahrávání